# Rio Cachoeira (Bahia)
O rio Cachoeira é um importante rio do estado brasileiro da Bahia. Nasce na Serra de Ouricana, na cidade de Itororó, com o nome de Rio Colônia, passando pelas cidades de Firmino Alves, Itaju do Colônia, Floresta Azul e Ibicaraí. O rio Cachoeira se forma em Itapé, na confluência do Colônia com o rio Salgado. Considerando os dois rios, a bacia hidrográfica do Cachoeira engloba 12 municípios, abrangendo ainda Santa Cruz da Vitória, Jussari, Buerarema e Itapetinga. O rio percorre grande parte do perímetro urbano da cidade de Itabuna e sua foz no Oceano Atlântico é em Ilhéus.
O rio apresenta níveis variados de poluição ao longo do seu curso.
Principais atividades desenvolvidas em entorno da Bacia do Cachoeira: agropecuária; comércio; turismo; indústria de transformação.

## História
A história do rio Cachoeira principia onde acaba o seu curso: a entrada do porto de Ilhéus. Em 1535, suas águas testemunharam a chegada de Francisco Romero, que vinha tomar posse das cinquenta léguas de terras dadas por D. João III, pela Carta Régia de 25 de abril de 1534, ao escrivão da Corte de Portugal, Jorge de Figueiredo Correia, e que se constituíam na Capitânia dos São Jorge dos Ilhéus. Pode-se afirmar que este rio testemunhou e acompanhou ainda as lutas dos donatários e ouvidores da capitania contra os terríveis Aimorés, Tupiniquins e Guerens.
O rio Cachoeira não é apenas uma referência geográfica, mas também uma herança histórica. Pelas suas margens, adentraram-se os desbravadores como Félix Severino do Amor Divino e Manoel Constantino que deram origem à cidade de Itabuna. Por meio do rio, chegaram os frades que catequizaram os índios e os naturalistas que vieram estudar a flora, como Von Martius e Von Spix. 
No passado, o Rio Cachoeira teve um ciclo de fortes cheias, menos abrangente hoje. A primeira grande enchente do rio Cachoeira, de que se tem ciência, deu-se em 1914, quando chuvas fortes caíram sobre Itabuna por 11 dias, causando grandes alagamentos e aniquilando parte da primitiva cidade e tudo o que havia próximo às suas margens. Outras cheias, significante, foi a dos anos de 1920 e 1947. Em 1957, novamente a cidade de Itabuna é invadida pelas águas do rio Cachoeira, mas há poucos registros históricos sobre o fato. Nesse ano as baronesas já cobriam as superfícies do rio. Em 1964 e 1965 os acontecimentos se repetiram. Em 27 de dezembro de 1967 aconteceu a cheia mais significativa. Waldelice Pinheiro é uma das principais poetas regionais e em seus versos mostra o sentimento sobre as enchentes do Cachoeira: “Rio torto, / rio magro, / rio triste. Parece que chora, / sente dor... Parece que fala em lamentos dos afogados que engoliu, / das flores que já levou. O remorso, Cachoeira, / te entortou”.

## Hidrografia

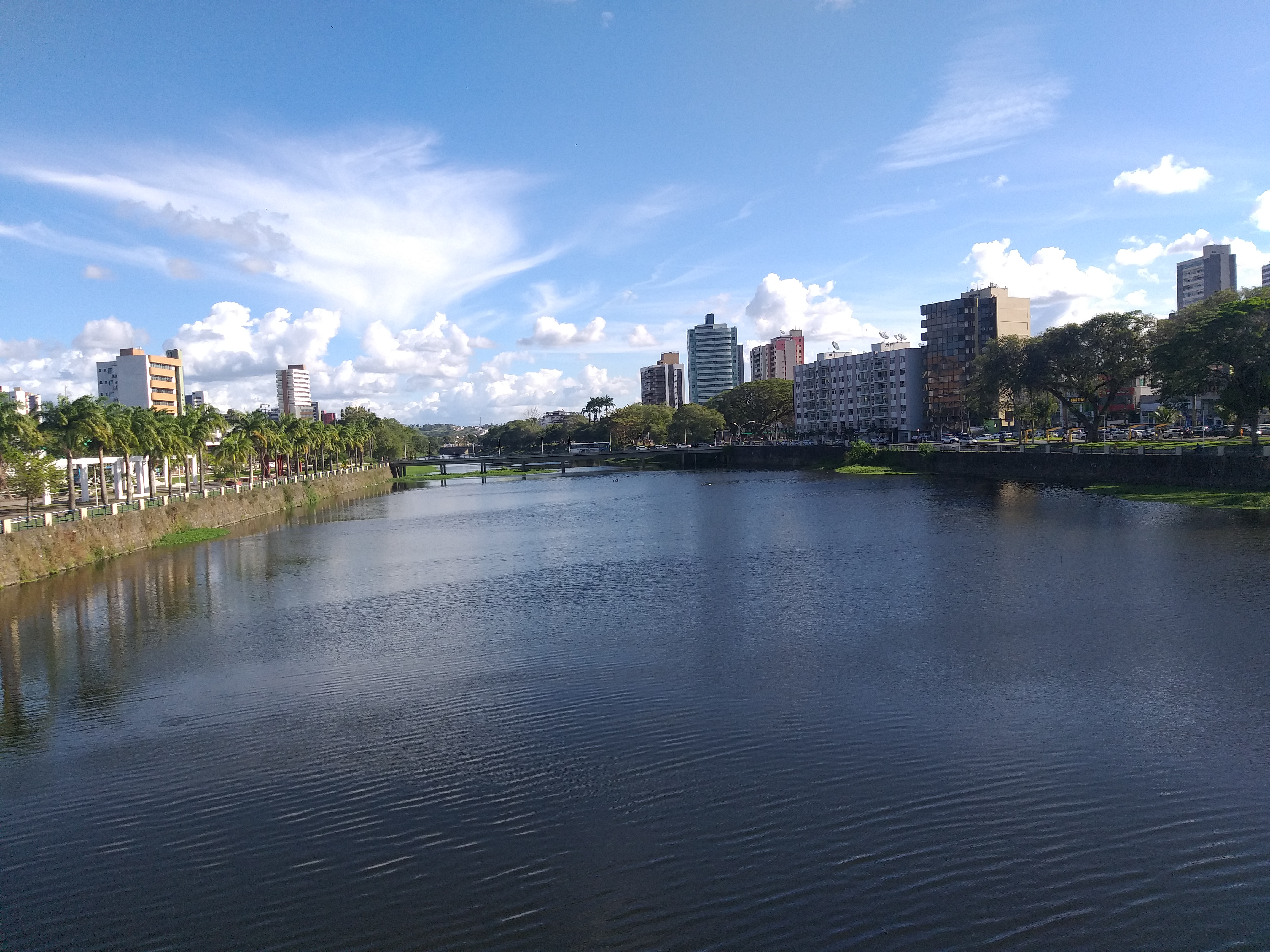
Rio Cachoeira, com vista parcial da cidade de Itabuna

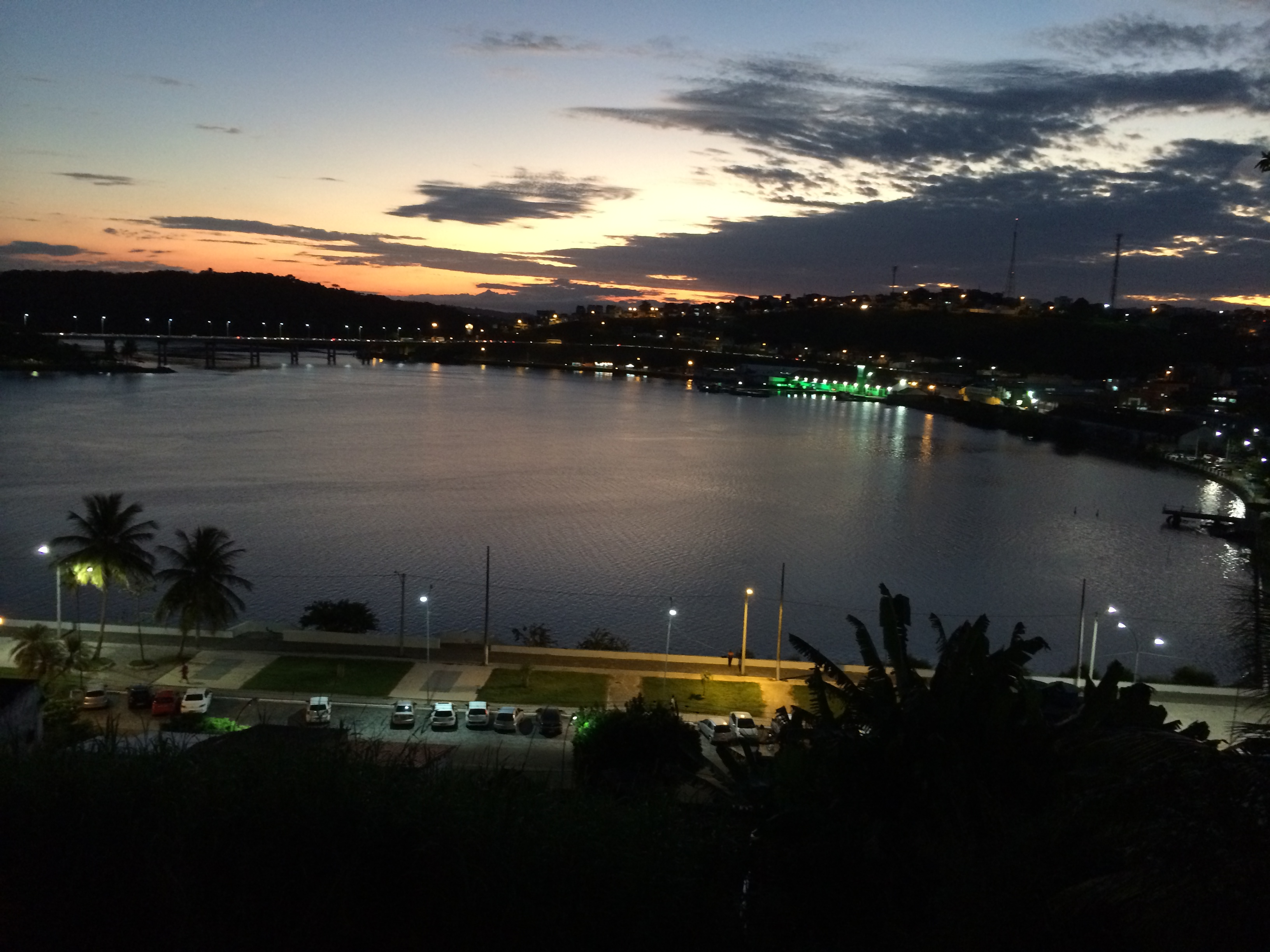
Foz na baía do Pontal, Ilhéus

A bacia do Cachoeira está situada no litoral sul da Bahia, entre as coordenadas 14º 42' / 15º 20' S e 39º 01' / 40º 09' W, implantando-se nas Bacias da Região Leste em escala estadual. e na Bacia do Atlântico Leste em nível nacional O Rio Cachoeira é o principal rio da bacia hidrográfica do Cachoeira. Sua hidrografia é composta pelos rios Salgado, Colônia e Cachoeira e seus tributários. Abrange 11 municípios e uma população estimada em 800 mil habitantes.
A partir do encontro dos rios Salgado e Colônia, o Rio Cachoeira é formado. Cursa uma distância de aproximadamente 50 km e seu percurso médio banha as cidades de Itabuna e Itapé e seu segmento final, antes da sua embocadura, cursa uma parte chamada de Coroa Grande, onde confluem os rios Itacanoeira e Santana, na cidade de Ilhéus. Seus afluentes principais são o rio Piabanha e o ribeirão Cinco Porcos.
O Rio Cachoeira possui todo o seu manguezal localizado no município de Ilhéus, que parte da área fisiográfica da Região Cacaueira, Região Econômica Litoral Sul da Bahia.
O rio Cachoeira é formado pelos rios Colônia e Salgado, que, após a sua junção, a aproximadamente 500 metros à jusante da cidade de Itapé, recebe este nome.

## Clima
O regime dos rios da bacia é pluvial, sendo que o clima possui características marcantes:
- Quente e úmido, próximo ao litoral, característico das florestas tropicais com precipitação acima de 1800mm ao ano, temperatura média de 24ºC e umidade relativa do ar em torno de 80%, sem estação seca;
- Clima de transição, havendo um tempo seco em agosto e setembro.  Exibe temperaturas médias mensais elevadas e chuvas de 1000mm ao ano;
- Clima seco a oeste, exibindo vegetação xerófila (de clima seco) e caducifólia (que perde as folhas); precipitação de 700mm e estação seca de mais de 05 meses.[5]

## Degradação ambiental
O Rio Cachoeira sofre com a devastação da vegetação florestal nesses últimos tempos, além de sofrer com a erosão nos terrenos inclinados e o assoreamento em vários pontos do leito do rio. Durantes longos anos houve o aumento da área urbana em detrimento das de manguezal e dos outros sistemas adjacentes, acrescendo simultaneamente a pressão do homem nos mangues. Dificuldades na economia e consequente flutuação da população acarretaram a ocorrência de varias formas de supressão do mangue, por meio do corte e aterramento, resíduos sólidos lançados e outras interferências agregadas à baixa qualidade de vida no entorno do manguezal. Em Ilhéus, a investida aos manguezais está envolvida as fases históricas de (trans)formação do seu espaço. Por anos tem ocorrido a anexação de extensões de manguezal ao contorno urbano da cidade, sendo construídos bairros nesses espaços, em grande parte constituído da população mais carente.
A habitação desordenada a beiras do rio conforma, em tempos de enchentes, uma cena de catástrofe caracterizada por ocorrência de desabrigados, desabamento de casas, amontoamento de lixo e entulhos, aumentando as ocorrências de enfermidades de veiculação hídrica. A situação é cíclica, pois, posteriormente ao acontecimento da enchente, apresentando o nível de água voltado ao curso habitual, as pessoas dos espaços afetados retornam a área antes ocupada estando à mercê do próximo episódio.
Poucas são as bacias que não são afetadas pela ação humana. Os esgotos urbanos que não possuem o tratamento adequado são despejados nos rios, se tornando os efluentes que mais contribuem para o processo de eutrofização. A eutrofização é o processo de poluição de corpos d´água, como rios e lagos, que acabam adquirindo uma coloração turva ficando com níveis baixíssimos de oxigênio dissolvido na água. Isso provoca a morte de diversas espécies animais e vegetais, e tem um altíssimo impacto para os ecossistemas aquáticos. Ao longo do leito do rio, ocorre muito o processo de eutrofização, principalmente na cidade de Itabuna. Os esgotos lançados no leito fazem proliferar as baronesas que, em períodos recorrentes, abrangem todo o leito, modificando a paisagem.

## Imagem

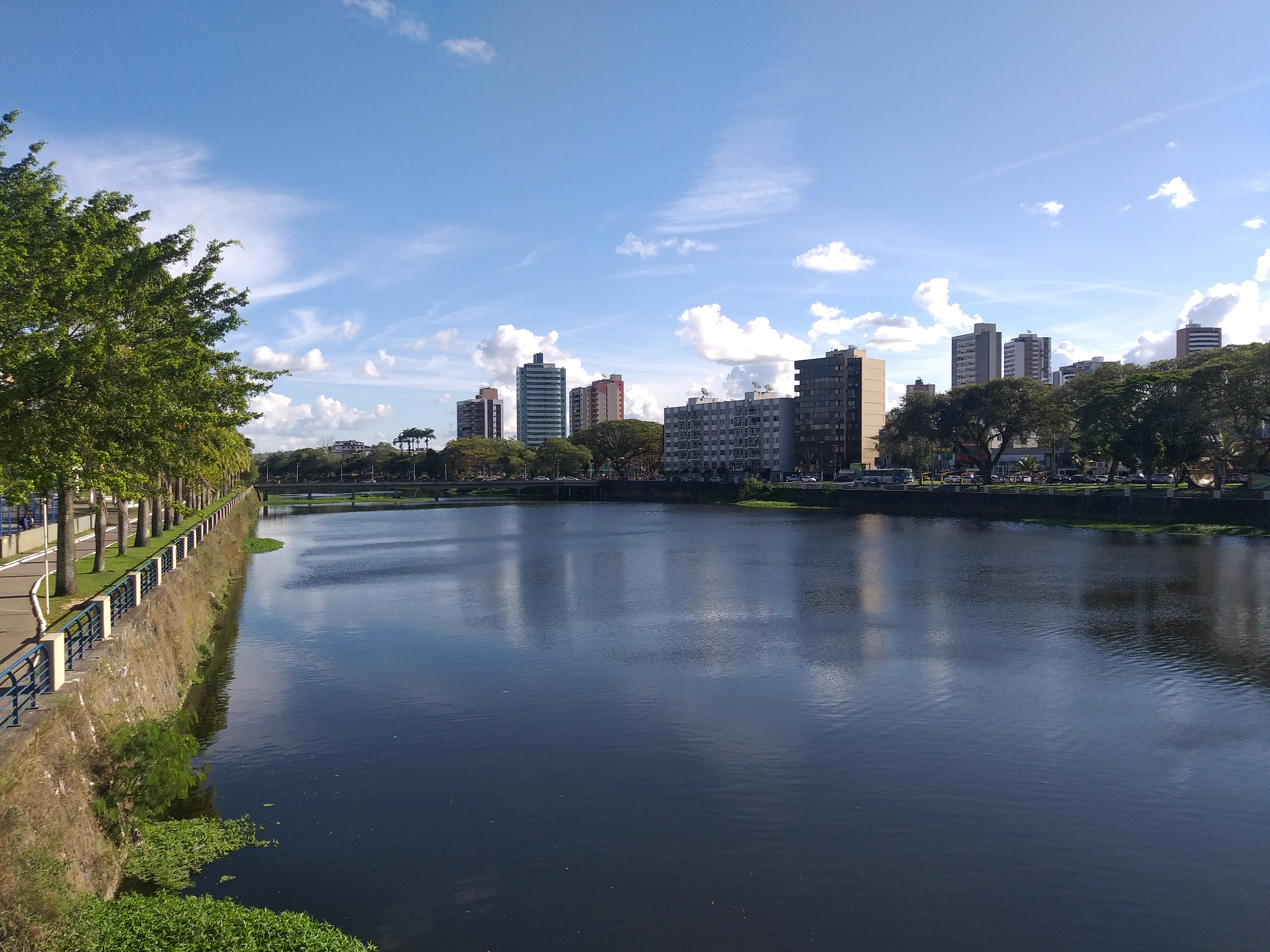
Rio Cachoeira. Ao fundo, edifícios do centro de Itabuna